# 高僧傳 (歌仔戲)
《高僧傳》是一部由臺灣大愛電視台於2016年11月7日首播的系列單元歌仔戲，財團法人慈濟傳播人文志業基金會製作，內容是以歌仔戲演繹每一位高僧的人格特質，以及他們為佛教所付出的諸多貢獻。
與之前的節目《菩提禪心》一樣，《高僧傳》集合了多個歌仔戲劇團參與製作，並且融合舞台身段與電視演繹，以電視歌仔戲的形態呈現，每一位高僧的集數為二十集或二十五集，在大愛電視台每週一至週五下午二點首播，晚上六點三十分及隔日上午九點十五分重播。
《高僧傳》系列所規劃的節目內容皆邀請不同劇團參與製作，除了在攝影棚及虛擬棚內進行錄製之外，也到他國實景去錄製（柬埔寨、日本、韓國等）。除此之外，諸位高僧的生平故事皆經過嚴謹的參考諸多書目，如研究論文、史書、四朝高僧傳、各類傳記等等；腳本以及劇本都秉持著撰寫論文的心態來編寫。
目前已播出的高僧有玄奘法師、鑑真大和尚、鳩摩羅什大師、弘一法師、六祖惠能大師、安世高大師、法顯大師、窺基法師、空海大師、百丈懷海禪師、道濟禪師、菩提達摩大師、智者大師、蕅益智旭大師、蓮池袾宏大師、神秀禪師、憨山德清大師、義淨法師、道安大師、元曉大師、僧肇法師、悟達國師、玉林國師、中峰明本禪師、真諦大師、寒山大師、最澄大師、康僧會大師等。
《高僧傳》於2019年4月1日開始播出新節目《高僧行誼》，在《高僧傳》播出前十五分鐘，透過對談深入瞭解歷代高僧一生悲願度眾的菩薩道路，讓高僧的德行行誼不再是遙不可及的記憶，同時以導讀的方式讓觀眾可以更加的清楚了解每一集《高僧傳》的內容。
《高僧行誼》系列節目內容除了邀請參與演出的劇團演員之外，同時也邀請了多位編劇、歷史學者、佛史學者及佛教學者等等相關專家參與製作。
《高僧行誼》以虛擬棚作為主要錄製現場，以劇中場景或歷史地點作為背景圖，讓主持人與來賓猶如在當時的現場對談。

## 播出時間

### 《高僧傳》
| 大愛電視台一台 | 首播 | 2016年11月7日起 | 週一至週五 14:00            |
| 大愛電視台一台 | 重播 | 2016年11月7日起 | 週一至週五 18:30、翌日09:15 |

### 《高僧行誼》
| 《高僧行誼》   | 《高僧行誼》 | 《高僧行誼》   | 《高僧行誼》                |
| 頻道           | 首/重播      | 播出日期       | 播出時間                    |
| -------------- | ------------ | -------------- | --------------------------- |
| 大愛電視台一台 | 首播         | 2019年4月1日起 | 週一至週五 13:45            |
| 大愛電視台一台 | 重播         | 2019年4月1日起 | 週一至週五 18:15、翌日09:00 |

## 內容
| 《高僧傳》   | 《高僧傳》     | 《高僧傳》         | 《高僧傳》     | 《高僧傳》 | 《高僧傳》    | 《高僧傳》 | 《高僧傳》                  | 《高僧傳》           | 《高僧傳》                                                                   | 《高僧傳》 |
| 劇目名稱     | 首播日期       | 演繹劇團           | 編劇           | 助理編劇   | 導演          | 副導演     | 導播                        | 助理導播             | 主要演員                                                                     | 集數       |
| ------------ | -------------- | ------------------ | -------------- | ---------- | ------------- | ---------- | --------------------------- | -------------------- | ---------------------------------------------------------------------------- | ---------- |
| 玄奘法師     | 2016年11月7日  | 唐美雲歌仔戲團     | 林顯源 劉穎灝  | 周啟帆     | 唐美雲        |            | 蔣昌言 余竹虹               | 陳淑芬 林依親        | 唐美雲、許秀年、小 咪、林芳儀 游安順、曾玫萍、黃宇臻                         | 20         |
| 鑑真大和尚   | 2016年12月5日  | 唐美雲歌仔戲團     | 林顯源 劉穎灝  | 朱 睿      | 唐美雲        |            | 蔣昌言 余竹虹               | 林依親 翁文琦        | 唐美雲、許秀年、小 咪、林芳儀、黃宇臻                                        | 20         |
| 鳩摩羅什大師 | 2017年1月2日   | 唐美雲歌仔戲團     | 林顯源 劉穎灝  | 朱 睿      | 唐美雲        |            | 蔣昌言 余竹虹               | 陳淑芬               | 唐美雲、許秀年、小 咪 林芳儀、曾玫萍、黃宇臻                                 | 20         |
| 弘一法師     | 2017年1月30日  | 孫翠鳳藝文工作室   | 林顯源 劉穎灝  |            | 韋以丞        |            | 蔣昌言 陳君毅               | 林依親 翁文琦        | 孫翠鳳、孫詩珮、陳昭婷、陳昭賢 陳子豪、李郁真、陳彥名、                      | 20         |
| 六祖惠能大師 | 2017年2月27日  | 唐美雲歌仔戲團     | 陳健星         |            | 唐美雲        |            | 蔣昌言 余竹虹               | 林依親               | 唐美雲、許秀年、小 咪、王金櫻 許仙姬、林芳儀、王 燦、游安順                  | 25         |
| 安世高大師   | 2017年8月7日   | 孫翠鳳藝文工作室   | 林顯源 劉穎灝  |            | 韋以丞        |            | 蔣昌言 余竹虹               | 陳淑芬               | 孫翠鳳、高玉珊、孫詩珮、陳昭婷 陳子豪、陳昭賢、李郁真、陳彥名                | 20         |
| 法顯大師     | 2017年10月2日  | 唐美雲歌仔戲團     | 莊士鋐         |            | 唐美雲        |            | 蔣昌言 陳君毅               | 林依親 翁文琦        | 唐美雲、許秀年、小 咪、石 英 鄭仲茵、林芳儀、黃宇臻                          | 25         |
| 窺基法師     | 2017年12月4日  | 孫翠鳳藝文工作室   | 林紋守         |            | 王銘燦        |            | 蔣昌言 余竹虹               | 陳淑芬               | 孫翠鳳、鄭雅升、高玉珊、林紋守 陳子豪、陳昭賢、李郁真、陳彥名                | 20         |
| 空海大師     | 2018年1月1日   | 唐美雲歌仔戲團     | 陳祥偉 游雅惠  |            | 唐美雲        |            | 蔣昌言 黃景美               | 林依親 翁文琦        | 唐美雲、許秀年、小 咪 林芳儀、曾玫萍、江君儀                                 | 25         |
| 百丈懷海禪師 | 2018年4月9日   | 安琪歌子戲劇工作坊 | 林建華         |            | 朱克榮        | 曾憲壽     | 蔣昌言 陳君毅               | 張菀容 翁文琦        | 吳安琪、呂雪鳳、陳勝在 陳昭薇、羅文君、張燕玲                                | 20         |
| 道濟禪師     | 2018年5月7日   | 唐美雲歌仔戲團     | 林顯源 劉穎灝  | 陳建雄     | 唐美雲        |            | 蔣昌言 黃景美 余竹虹 陳君毅 | 陳淑芬 林依親 翁文琦 | 唐美雲、王金櫻、小 咪 吳定謙、蘇晏霈、曾玫萍                                 | 20         |
| 菩提達摩大師 | 2018年7月2日   | 孫翠鳳藝文工作室   | 劉建幗         |            | 王銘燦 陳昭賢 |            | 蔣昌言 陳君毅               | 林依親 翁文琦        | 孫翠鳳、鄭雅升、孫詩珮、陳子豪 陳昭賢、李郁真、吳米娜、陳彥名、周淳安        | 20         |
| 智者大師     | 2018年8月27日  | 唐美雲歌仔戲團     | 莊士鋐         |            | 唐美雲        |            | 蔣昌言 余竹虹 黃景美        | 林依親 翁文琦 張菀容 | 唐美雲、小 咪、李文勳、杜健瑋 陳健星、李璟妮、陳禹安、林芳儀                 | 25         |
| 蕅益智旭大師 | 2018年10月29日 | 孫翠鳳藝文工作室   | 林顯源 劉穎灝  |            | 陳昭賢        |            | 蔣昌言 余竹虹               | 張菀容 陳淑芬        | 孫翠鳳、陳昭婷、孫詩珮、陳子豪、陳昭賢 李郁真、吳米娜、周淳安、陳彥名        | 20         |
| 蓮池袾宏大師 | 2018年12月31日 | 唐美雲歌仔戲團     | 陳健星         |            | 唐美雲        |            | 蔣昌言 余竹虹 黃景美        | 林依親 翁文琦        | 唐美雲、王金櫻、小 咪、李文勳、杜健瑋 陳健星、王 燦、陳禹安、林芳儀          | 25         |
| 神秀禪師     | 2019年2月4日   | 孫翠鳳藝文工作室   | 闕仙羑         |            | 陳昭賢        |            | 蔣昌言 余竹虹               | 陳淑芬 翁文琦        | 孫翠鳳、鄭雅升、陳昭婷、孫詩珮、陳子豪 李郁真、吳米娜、陳彥名                | 20         |
| 憨山德清大師 | 2019年4月1日   | 唐美雲歌仔戲團     | 陳祥偉 游雅惠  |            | 唐美雲        |            | 蔣昌言 黃景美               | 林依親 翁文琦        | 唐美雲、王金櫻、小 咪、李文勳、周孝虹 杜健瑋、曹雅嵐、許秀琴、林芳儀、傅子純 | 25         |
| 義淨法師     | 2019年6月10日  | 孫翠鳳藝文工作室   | 薛恭貴         |            | 陳昭賢        |            | 蔣昌言 余竹虹               | 林依親 陳淑芬        | 孫翠鳳、陳昭婷、孫詩珮、李郁真、吳米娜 林少峻、陳彥名、邱明彰、楊政憲        | 25         |
| 道安大師     | 2019年8月12日  | 唐美雲歌仔戲團     | 莊士鋐         |            | 唐美雲        |            | 蔣昌言 黃景美               | 林依親 翁文琦        | 唐美雲、曾玫萍、小 咪、李文勳、杜健瑋 陳健星、吳定謙、李璟妮、林芳儀         | 25         |
| 元曉大師     | 2019年10月14日 | 唐美雲歌仔戲團     | 莊士鋐         |            | 唐美雲        |            | 蔣昌言 黃景美               | 林依親 翁文琦        | 唐美雲、小 咪、陳竹昇、樓心潼、曹雅嵐 李文勳、杜健瑋、曾玫萍、林芳儀、周孝虹 | 25         |
| 僧肇法師     | 2019年12月16日 | 孫翠鳳藝文工作室   | 薛恭貴         |            | 陳昭賢        |            | 蔣昌言 余竹虹               | 陳淑芬               | 孫翠鳳、高玉珊、孫詩珮、李郁真、吳米娜 陳昭婷、陳昭賢、陳彥名、邱明彰        | 20         |
| 悟達國師     | 2020年1月13日  | 唐美雲歌仔戲團     | 林顯源 劉穎灝  |            | 唐美雲        |            | 蔣昌言 黃景美               | 林依親 陳淑芬        | 唐美雲、小 咪、吳定謙、梁芳毓、李 嘉 李文勳、杜健瑋、李璟妮、簡蕙如、周孝虹  | 20         |
| 玉林國師     | 2020年3月16日  | 孫翠鳳藝文工作室   | 王銘燦 孫富叡  |            | 陳昭賢        |            | 蔣昌言 余竹虹               | 陳淑芬               | 孫翠鳳、楊慶煌、高玉珊、李郁真、陳昭婷 吳米娜、姜琬宜、陳彥名、邱明彰        | 20         |
| 中峰明本禪師 | 2020年5月18日  | 安琪歌子戲劇工作坊 | 陳寶惠         |            |               |            | 蔣昌言 潘仁傑               | 林依親 翁文琦        | 吳安琪、陳勝在、陳勝發、陳昭薇 羅文君、沈東生、劉元易                        | 20         |
| 真諦大師     | 2020年7月13日  | 唐美雲歌仔戲團     | 莊士鋐         |            | 唐美雲        |            | 蔣昌言 黃景美               | 陳淑芬 林依親 翁文琦 | 唐美雲、小 咪、吳定謙、樓心潼、李文勳 陳健星、杜健瑋、陳歆翰、簡蕙如、曾玫萍 | 20         |
| 寒山大師     | 2020年9月14日  | 孫翠鳳藝文工作室   | 劉建幗         |            | 陳昭賢        |            | 蔣昌言 余竹虹               | 陳淑芬 林依親        | 孫詩珮、朱陸豪、陳彥名、高玉珊 吳米娜、李郁真、王婕菱、吳純瑜                | 20         |
| 最澄大師     | 2020年11月9日  | 唐美雲歌仔戲團     | 莊士鋐         |            | 唐美雲        |            | 蔣昌言 潘仁傑               | 陳淑芬 林依親 翁文琦 | 唐美雲、小 咪、樓心潼、李文勳、許仙姬 陳健星、杜健瑋、陳歆翰、簡蕙如、曾玫萍 | 25         |
| 康僧會大師   | 2021年1月11日  | 唐美雲歌仔戲團     | 林建华         |            | 唐美雲        |            | 蔣昌言 潘仁傑               | 林依親               | 唐美雲、小 咪、梁芳毓、李文勳、張名荏 陳健星、杜健瑋、陳歆翰、周孝虹、曾玫萍 | 20         |
| 吉藏法師     | 2021年2月8日   | 孫翠鳳藝文工作室   | 薛恭貴         |            | 韋以丞 陳昭賢 |            | 蔣昌言 余竹虹               |                      | 孫翠鳳、高玉珊、孫詩珮、李郁真 陳昭婷、吳米娜、姜琬宜、邱明彰                | 20         |
| 行基菩薩     | 2021年3月8日   | 唐美雲歌仔戲團     | 唐 墨          |            | 唐美雲        |            | 蔣昌言 黃景美               |                      | 唐美雲、小 咪、梁芳毓、李文勳、陳竹昇 樓心潼、紅 毛、陳歆翰、簡蕙如、曾玫萍  | 20         |
| 妙峰禪師     | 2021年5月10日  | 孫翠鳳藝文工作室   | 薛恭貴         |            | 韋以丞 陳昭賢 |            | 蔣昌言 余竹虹               |                      | 孫翠鳳、高玉珊、孫詩珮、李郁真 吳米娜、朱亮晞、姜琬宜、邱明彰                | 20         |
| 善導大師     | 2021年7月5日   | 唐美雲歌仔戲團     | 莊士鋐         |            | 唐美雲        |            | 蔣昌言 黃景美               |                      | 唐美雲、小 咪、陳歆翰、簡蕙如、曹雅嵐 曾玫萍、周孝虹、黃宇臻、李璟妮、杜健瑋 | 20         |
| 見月讀體律師 | 2021年8月30日  | 唐美雲歌仔戲團     | 莊士鋐         |            | 唐美雲        |            | 蔣昌言 黃景美               |                      | 唐美雲、小 咪、李文勳、簡蕙如、陳歆翰 曹雅嵐、黃宇臻、李璟妮、杜健瑋、洪 馗  | 20         |
| 馬鳴菩薩     | 2021年10月25日 | 孫翠鳳藝文工作室   | 堅果創意工作室 |            | 陳昭賢        |            | 蔣昌言 余竹虹               |                      | 孫翠鳳、高玉珊、李郁真、邱明彰、姜琬宜、吳米娜、王婕菱                       | 20         |
| 慧遠大師     | 2022年2月28日  | 唐美雲歌仔戲團     | 莊士鋐         |            | 唐美雲        |            | 蔣昌言 黃景美               |                      | 唐美雲、小咪、杜健瑋、李嘉、黃宇臻、李文勳、曾玫萍、李璟妮                   | 20         |
| 紫柏真可大師 | 2022年4月25日  | 孫翠鳳藝文工作室   | 薛恭貴         |            | 陳昭賢 朱建青 |            | 蔣昌言 余竹虹               |                      | 孫翠鳳、高玉珊、李郁真、                                                     | 25         |
| 趙州從諗禪師 | 2022年6月27日  | 唐美雲歌仔戲團     | 林顯源 劉穎灝  |            | 唐美雲        |            | 蔣昌言 黃景美               |                      | 唐美雲、小咪、李文勳、黃宇臻、周孝虹、林芳儀                                 | 20         |
|              |                |                    |                |            |               |            |                             |                      |                                                                              |            |

## 製作群

### 《高僧傳》製作群
- 監製：王端正、葉樹姍、姚仁祿
- 總策劃：蕭毅君、靳秀麗
- 督導：陳淑伶
- 製作人：陳淑伶、蔡易臻、孫翠鳳、唐美雲、吳安琪
- 企劃：高嘉苓、孫光中、徐彥萍、張富凱、吳孟諠、林家慧、孫祖儀、陳立揚、胡甄蘭、李春琴、江玉英
- 編審：蔡易臻、高嘉苓、孫光中、徐彥萍、林家慧、孫祖儀、吳孟諠、陳立揚、李春琴
- 執行：張富凱、吳孟諠、陳立揚、羅萱如、藍元劭
- 執行製作：廖芳儀、王銘燦、譚義鏵、林慶鴻、陳麗娟、林月女、羅能揚、謝瓊容、謝　寧、陳彥文
- 片頭設計：歐建廷、陳正明
- 舞台設計：楊世丞、張哲龍
- 舞台監督：林明德、方美蒨、王耀崇、陳建成
- 舞台佈景：曲線空間藝術有限公司、景翔佈景公司、柔辰有限公司
- 舞台技術：葉信宏、王智堉、甘坤忠、楊世傑、廖士賢
- 美術設計：黃建達、黃日俊
- 服裝設計：蔡毓芬、秦家班、明華園服裝部、乾隆坊
- 後製：魏壯羽、李士朝、曹家偉、張肖龍、李宗明、楊駿年
- 動畫：大愛動畫組
- 音樂音效：大愛音樂音效組
- 技術指導：董宏鳴、陳溢浚、呂傳聰、陳冠任、楊凱智、詹鈞祺
- 燈光指導：廖文典、謝生科
- 美術：林政良、洪偉翔
- 視訊：陳華清、劉漢隆、高子丞、陳慶潾、楊凱智、江桂萩、許盛發、楊維華、吳健強
- 成音：唐裕璋、周岳樺、張金隆、林平山、蔡永正、盧象明、羅俊傑、張光添
- 工程助理：張書瑋、簡憶翔、沈廖川、林鑫辰、李政峰、郭勝元
- 燈光：鄭期英、蔡正隆、謝生科、范己昱、葉訓維、徐慶忠、葉建興、柳若鈴、陳修澤、葉政慶、林俊宇、陳世芳、陳明德、楊朝翔、高志文、董育廷、游高政、陳柏翰、邱漢忠、王品文、黃竑耀
- 攝影：大愛攝影組
- 現場指導：大愛導播組
- 助理導播：翁文琦、林依親、陳淑芬、陳秀華、吳怡旻、蔡昌倫、高雅琦、蔡珮斳、張菀容
- 導播：蔣昌言、潘仁傑、陳君毅、黃景美、余竹虹

### 《高僧行誼》製作群
- 監製：王端正、葉樹姍
- 總策劃：蕭毅君、靳秀麗
- 督導：陳淑伶、蔡佩芬
- 製作人：蔡易臻、孫光中
- 企劃：高嘉苓、林家慧、孫祖儀、胡甄蘭、張富凱、吳孟諠、陳立揚
- 執行：張富凱、吳孟諠、陳立揚、罗萱如
- 片頭設計：李欣元
- 片頭製作：陳怡冰
- 動畫設計：劉忠萍、張堯茵
- 場景設計：陳威全、王蒼豪、黃峙堯、涂伯熹、劉邦昌
- 音樂音效：大愛音樂音效組
- 梳化妝：陳美珍工作室
- 後製：藍冠羽、楊駿年、李宗明
- 字幕：視聽品管組
- 美術：洪偉翔、陳正宜、林政良
- 技術指導：陳溢浚、楊凱智、陳冠任、高子丞
- 視訊：陳華清、江桂萩、劉漢隆
- 成音：林平山、陳俊榮、唐裕璋、胡文華
- 工程助理：陸榮強、林捷瑞
- 燈光：謝生科、葉建興、鄭期英、葉政慶
- 攝影：大愛攝影組
- 現場指導：大愛導播組
- 助理導播：林依親、陳淑芬、薛寵、翁文琦、楊婷媁、張翡珊
- 導播：潘仁傑、薛寵、黃景美、余竹虹、陳君毅

## 外部連結
- 《高僧傳》大愛電視官方網站 （页面存档备份，存于）
- 《高僧傳》Facebook官方粉絲專頁
- 《高僧傳》YouTube官方頻道
- 大愛電視官方網站 （页面存档备份，存于）
- 大愛電視YouTube官方頻道 （页面存档备份，存于）